# Đường sắt cao tốc Vũ Hán – Quảng Châu
Tuyến đường sắt cao tốc Vũ Hán - Quảng Châu, cũng gọi là Tuyến đường sắt vận chuyển hành khách Vũ Quảng (tiếng Trung: 武广客运专线), là một tuyến đường sắt cao tốc dài 968 km vận hành bởi China Railway High-speed (CRH), nối Vũ Hán (Hồ Bắc) và Quảng Châu (Quảng Đông), ở Cộng hòa Nhân dân Trung Hoa. Đây là dịch vụ tàu hỏa có tốc độ cao nhất thế giới, sử dụng đường ray đôi CRH2C và CRH3C với tốc độ trung bình 313 km/giờ khi chạy thương mại.
Tuyến đường sắt này là một phần của tuyến đường sắt cao tốc tương lai dài 2100 km Bắc Kinh - Quảng Châu, còn các đoạn tuyến Bắc Kinh-Thạch Gia Trang và Thạch Gia Trang-Vũ Hán đang được xây dựng và sẽ khai trương năm 2012.

## Tàu hỏa

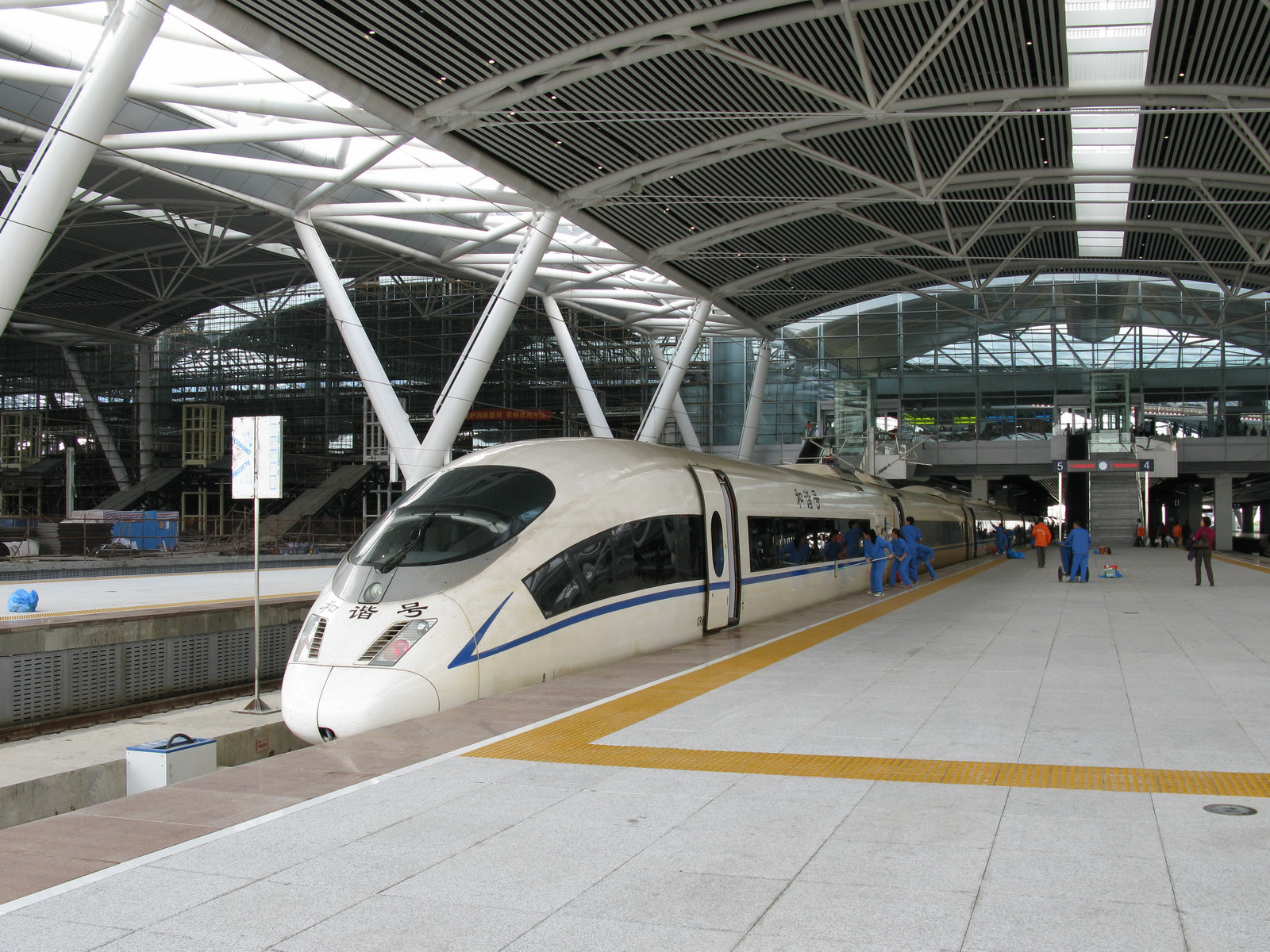
Tàu cao tốc CRH3 EMU trên đường ray số 5

Tàu có tốc độ vận hành 350 km/giờ. Mỗi chuyến tàu gồm hai khúc 8 toa nối với nhau, tổng cộng có 18 toa. Công suất vận chuyển hành khách khoảng 1114 người (CRH3C×2) hay 1220 (CRH2C×2). Công nghệ hính đã được phát triển bởi China Railway High-speed  hợp tác cùng hãng Siemens và Kawasaki. Tàu sử dụng cho tuyến cao tốc này hoàn toàn được chế tạo ở Trung Quốc.
Giá vé cho tuyến Vũ Hán - Quảng Châu khoảng từ 72 mỹ kim đến 120 mỹ kim, gần tương đương với giá vé máy bay giá rẻ. Thời gian đi lại giữa hai thành phố này (1.068 km) là 3 tiếng đồng hồ, so với tốc độ cũ là 10 tiếng 30 phút như tàu trước đây. Kỷ lục tàu nhanh nhất thế giới trước khi có tuyến tàu này là TGV của Pháp, kỷ lục từ năm 1990. Tốc độ trung bình của đường sắt cao tốc năm 2009 là 243 km/giờ ở Nhật Bản, 232 km/giờ ở Đức và 277 km/giờ tại Pháp.

## Khánh thành
Ngày 26 tháng 12, 2009, Trung Quốc khánh thành đường xe lửa. Đoàn xe với vận tốc này sẽ giảm thời gian di chuyển trên con đường dài 1.069 cây số xuống còn ba giờ, giảm được hơn 7 tiếng rưỡi đồng hồ. Con đường này được khởi sự xây cất năm 2005 trong nỗ lực mở rộng hệ thống xe lửa tốc hành sẽ nối Quảng Châu ở phía Nam Trung Quốc, gần Hồng Kông, với thủ đô Bắc Kinh. Các chuyến chạy thử khởi sự vào đầu tháng 12 và chính thức được đưa vào hoạt động ngày 26/12 khi đoàn xe lửa rời Vũ Hán. Bắc Kinh có một chương trình phát triển thiết lộ đầy tham vọng nhằm gia tăng hệ thống đường xe lửa trong nước từ 86,000 cây số hiện nay lên 120.000 cây số, trở thành quốc gia có hệ thống đường sắt rộng lớn nhất ngoài Hoa Kỳ.